# Pułk Lekkiej Kawalerii Województwa Łęczyńskiego
Pułk Lekkiej Kawalerii Województwa Łęczyńskiego – polski oddział kawalerii wchodzący w skład wojsk powstańczych okresu insurekcji kościuszkowskiej.

## Formowanie
Pułk sformowany został w czerwcu 1794 na terenie województwa łęczyckiego przez mjr. Antoniego Morawskiego. 23 czerwca Morawski zwerbował około 200 żołnierzy, pod koniec lipca pułk liczył 226 osób i 213 koni, a pod koniec sierpnia – 236 osób i 223 konie.

## Żołnierze pułku
Organizatorem i dowódcą pułku był awansowany 27 maja 1794 na majora, a w lipcu na pułkownika Antoni Morawski. Ponadto w pułku służyli  rtm. Aleksander Fontana,  rtm. Andrzej Szczygielski, por. adiutant Andrzej Galicki, por. kwatermistrz Wojciech Gutowski, por. Piotr Ostrowski i ppor. Kazimierz Szepski.